# Seznam argentinských fotografek

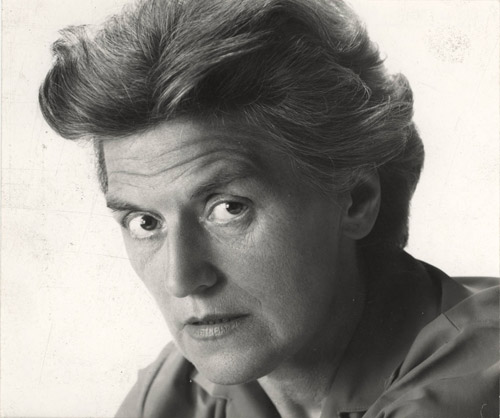
Annemarie Heinrich

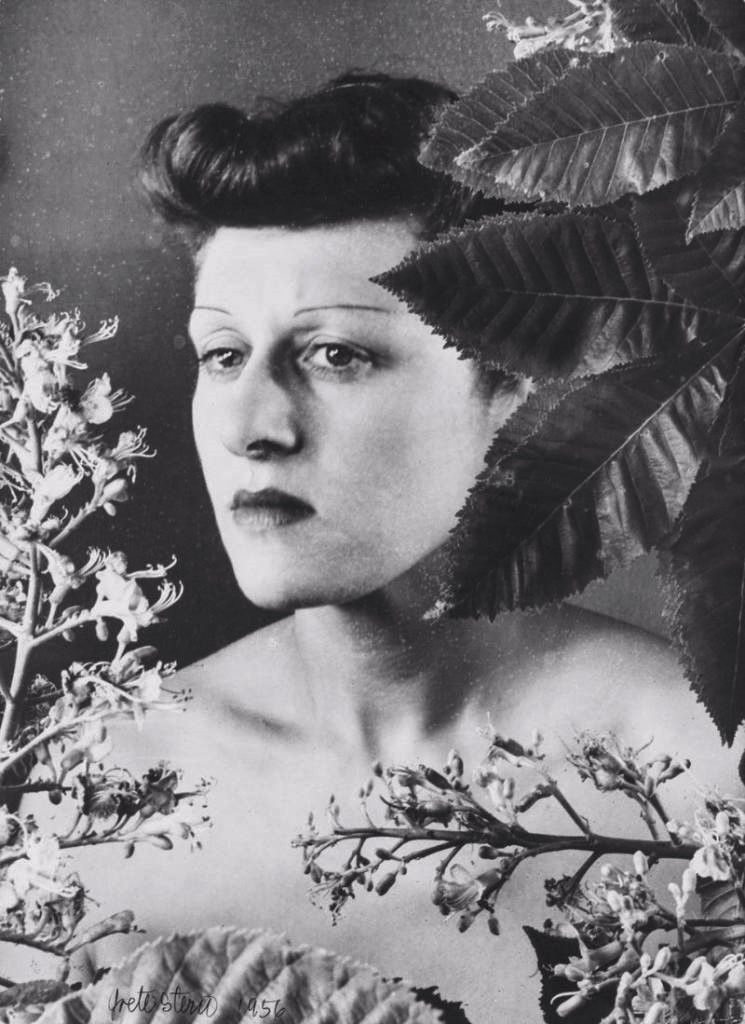
Grete Stern

Toto je seznam argentinských fotografek, které se v Argentině narodily nebo jejichž díla jsou s touto zemí úzce spojena.

## A
- Nora Aslan (* 1947), umělecká fotografka a vizuální umělkyně

## B
- Delfina Blaquier (* 1980), fotografka, fashion entrepreneur and former high jumper

## D
- Alicia D'Amico (1993–2001), leading professional fotografka, interest in feminist issues

## F
- Sara Facio (1932–2024), reportážní a portrétní fotografka
- Pepe Fernándezová (1928–2006), spisovatelka, pianistka a fotografka žijící ve Francii

## H
- Annemarie Heinrich (1912–2005), německo-argentinská fotografka portrétů a aktů.
- Gaby Herbstein (1969), fotografka

## L
- Adriana Lestido (* 1955), fotografka, dokumentující černobílými snímky místo ženy ve společnosti

## M
- Matilde Marín (* 1948), umělkyně pracující s fotografií, grafikou a videem

## P
- Ana Portnoy (1950–2020), portrétní fotografka působící ve Španělsku
- Constanza Portnoy (* 1980), oceňovaná fotografka a fotoreportérka

## R
- Romina Ressia (* 1981), výtvarná módní fotografka

## S
- Grete Stern (1904–1999), umělecká fotografka německého původu

## T
- Susana Thénon (1935–1991) básnířka, překladatelka, umělecká fotografka

## V
- Luciana Val (* 1971) módní fotografka spolupracující s Francem Mussoem
- Agustina Vivero (* 1991), fotoblogerka

## Z
- Helen Zoutová (* 1957), známá svou prací týkající se mizení lidí v letech 1974 až 1983